# Rijksbeschermd gezicht Maasland
Gezicht Maasland is een van rijkswege beschermd dorpsgezicht in Maasland in de Nederlandse provincie Zuid-Holland. De procedure voor aanwijzing werd gestart op 6 mei 1969. Het gebied werd op 15 juni 1970 definitief aangewezen. Het beschermd gezicht beslaat een oppervlakte van 3,8 hectare.
Panden die binnen een beschermd gezicht vallen krijgen niet automatisch de status van beschermd monument. Wel zal de gemeente het bestemmingsplan aanpassen om nieuwe ontwikkelingen in het gebied te reguleren. De gezichtsbescherming richt zich op de stedenbouwkundige en cultuurhistorische waardering van een gebied en wil het toekomstig functioneren daarvan veiligstellen.